# History
A History egy televíziócsatorna. Amerikában az A&E Networks üzemelteti. Korábban a csatorna fő profilja a történelmi témák feldolgozása volt, manapság a műsorok inkább az űrlényekről, kitalált lények kereséséről avagy szellemjárta helyek felderítéséről szólnak. Mindezek mellett valóságshow-k is elkezdtek megjelenni itt, amelyet a kritikusok és a csatorna régi rajongói nem néztek jó szemmel. 2017. április 1-je óta vannak a csatornán magyar nyelvű reklámok, kezdetben az Atmedia koordinálta, 2019. január 1. óta az RTL Saleshouse értékesíti a csatorna reklámidejét.
Magyarországon a csatorna hangja 2010-2014-ig Bodrogi Attila, 2014-2016-ig Csőre Gábor, 2016-2018-ig Crespo Rodrigo, 2018-tól 2020-ig Bartucz Attila volt. Jelenlegi csatornahangja 2020-tól Pásztor Tibor. 

## Története
1995-ben indult el az USA-ban, The History Channel néven. Történelmi témájú sorozatokat, illetve dokumentumfilmeket sugárzott. Ez így volt egészen 2008-ig, amikor változás következett be: új logót kapott, és ekkoriban kezdtek el felbukkanni a reality show-k is. A „The” és a „Channel” szavakat pedig elhagyták a névből. 2008-ban mutatták be a csatorna nagy felbontású (HD) verzióját is. Amerikában spanyol nyelven is elérhető.
Az idők során a History „beszivárgott” Európába is. Társadói is jelentek meg, pl.: Military History, H2, Lifetime, Crime and Investigation Network stb. Kritikák is érték a csatornát, főleg amiatt, mert elkezdett valóságshow-kat gyártani, illetve vetíteni, melyek nem illenek a csatornára (többek között a neve miatt). Amiatt is támadás érte őket, hogy az új műsorok történelmi háttere megkérdőjelezhető, illetve elhanyagolható. Ezért sokan „áltudományos agymosás”-nak titulálták a History új műsorait. Elsősorban az Ősi idegenek (Ancient Aliens) című sorozatuk kapta ezeknek a kritikáknak a nagy részét. Annak ellenére, hogy portfóliójából és jó hírnevéből alaposan vesztett a megújulás óta a csatorna, még így is a világ legismertebb és leghíresebb történelmi tematikájú televíziócsatornájának számít.
Magyarországon 2010 elején jelent meg a History, sima felbontásban és HD-ben egyaránt, jelenleg a Tarr Kft. kivételével az összes nagyobb kábelszolgáltatónál fogható. Legnagyobb riválisa a Viasat World Viasat History nevű csatornája.
2023. március 29-én logót és arculatot váltott a csatorna pán-európai változata. Ugyanezen év június 7-én elindult a csatorna önálló magyar adása, ezzel így levált a pán-európai adásból.

## Műsorkínálat
[mikor?]
- A templomosok elveszett kincse
- A titkok könyve: Amerika
- Amerikai kincskeresők
- Autók, amelyek megváltoztatták a világot
- Grant tábornok
- Hegyi emberek
- II. Világháborús kincskeresők
- Istenek harca
- Kések csatája
- Lehetetlen ókori találmányok
- Minden idők legerősebb embere
- Ősi idegenek
- Raktár-háborúk
- Rejtett kód a Bibliában
- Szörnyek nyomában - a legjobb részek
- Texasi raktár-háborúk
- Tűzben edzett
- Ufó-akták: a katonai nyomozás
- Zálogcsillagok
- Az autók grófja
- Ételek, amelyek megváltoztatták a világot